# Carcastillo
Carcastillo (baskisch Zarrakaztelu) ist ein Ort und eine Gemeinde (Municipio) in der Comunidad Foral Navarra in Nordspanien mit 2.411 Einwohnern (Stand: 2024). 

## Lage
Carcastillo liegt etwa 58 km südsüdöstlich von Pamplona in einer Höhe von ca. 350 m. Die nördliche Gemeindegrenze bildet der Río Aragón. 

## Sehenswürdigkeiten
- archäologische Fundstelle (Stele des Porcius Felix)
- Salvatorkirche (Iglesia de El Salvador)
- Kloster La Oliva, Zisterzienserabtei der Trappisten, 1145 erbaut, 1835 geschlossen
- Casa Malle (Palacio Señorial de los Abades de La Oliva) aus dem 16. Jahrhundert

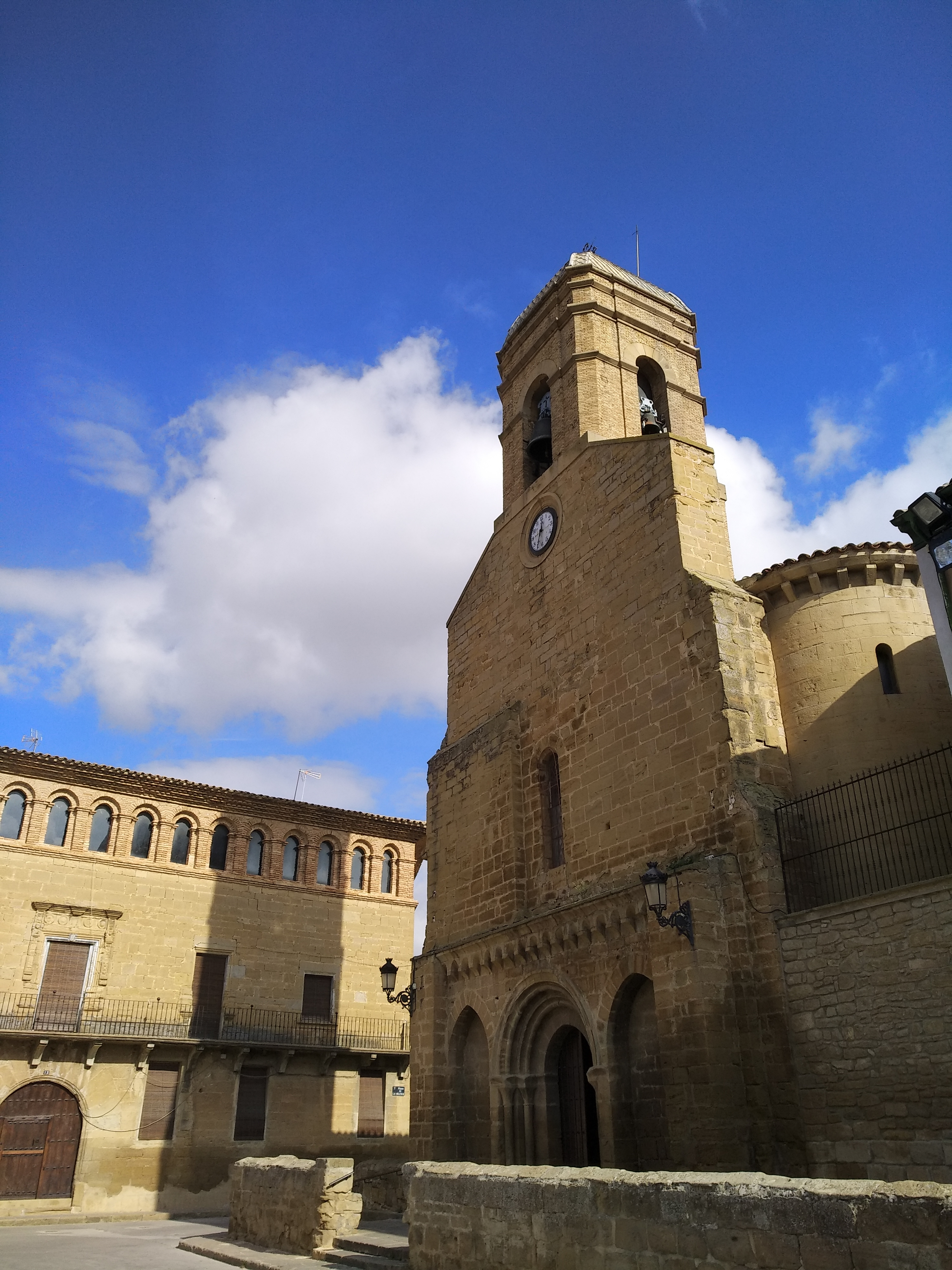
Salvatorkirche
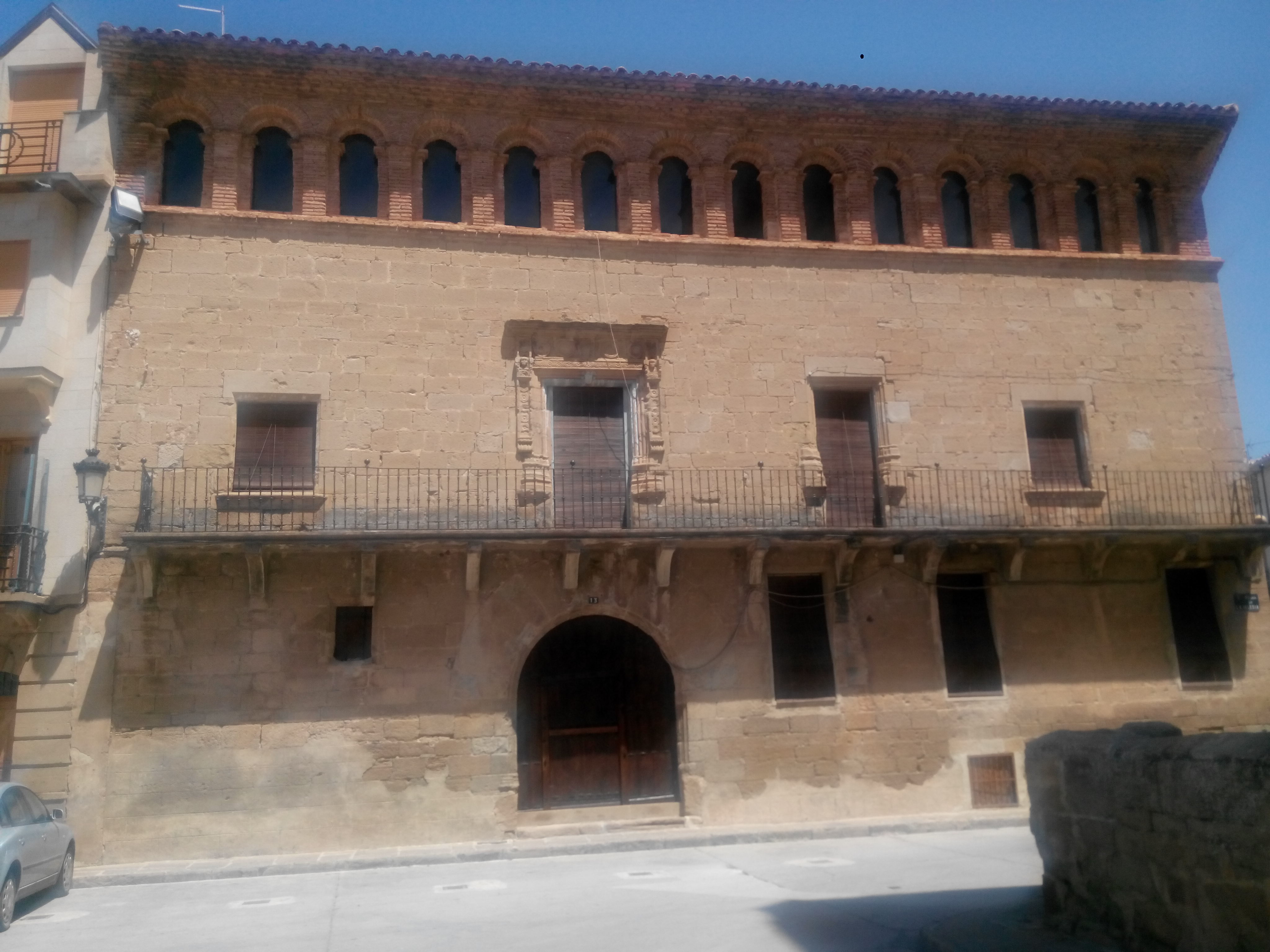
Casa Malle
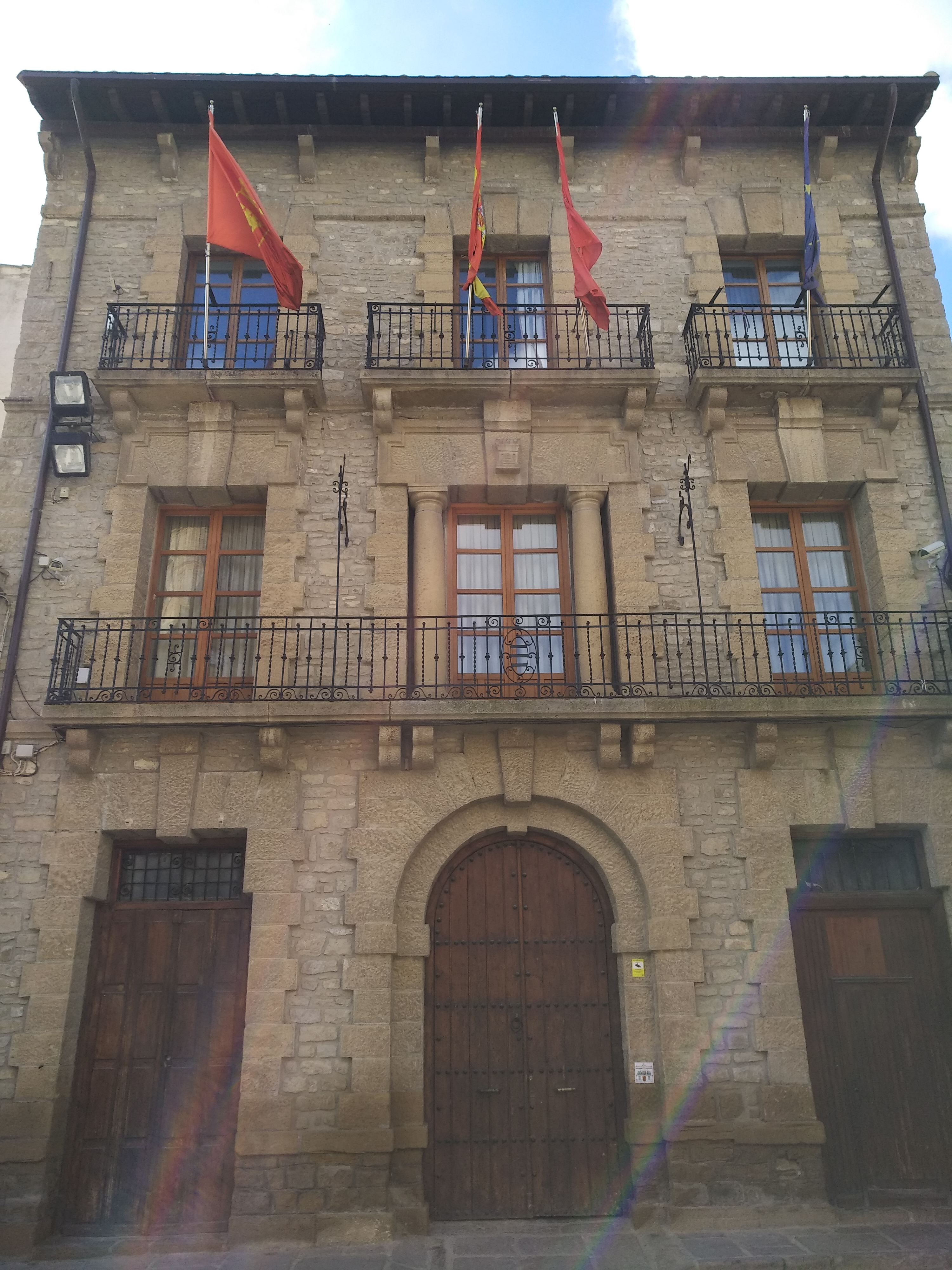
Rathaus

## Persönlichkeiten
- Julio Ariza (* 1957), Politiker (PP), Vorstandsvorsitzender des Medienkonzerns Grupo Intereconomía

## Partnerschaften
Mit den französischen Gemeinden Aldudes und Urepel im Département Pyrénées-Atlantiques (Neuaquitanien) bestehen Partnerschaften.